# Marja Elfman
Marja Therése Elfman (ur. 5 sierpnia 1972 w Hällefors) – szwedzka narciarka, specjalistka narciarstwa dowolnego. Jej najlepszym wynikiem na mistrzostwach świata jest 4. miejsce w jeździe po muldach na mistrzostwach w Meiringen. Zajęła także 12. miejsce w tej samej konkurencji na igrzyskach olimpijskich w Nagano. Najlepsze wyniki w Pucharze Świata osiągnęła w sezonie 1999/2000, kiedy to zajęła trzecie miejsce w klasyfikacji generalnej, a w klasyfikacji jazdy po muldach była pierwsza. W sezonie 1997/1998 była pierwsza w klasyfikacji jazdy po muldach oraz druga w klasyfikacji jazdy po muldach podwójnych. Ponadto w sezonie 1998/1999 była druga w jeździe po muldach i muldach podwójnych.
W 2000 r. zakończyła karierę.

## Sukcesy

### Igrzyska olimpijskie
| Miejsce | Dzień     | Rok  | Miejscowość | Konkurencja      | Zwycięzca  |
| ------- | --------- | ---- | ----------- | ---------------- | ---------- |
| 12.     | 11 lutego | 1998 | Nagano      | Jazda po muldach | Tae Satoya |

### Mistrzostwa Świata
| Miejsce | Dzień    | Rok  | Miejscowość | Konkurencja      | Zwycięzca      |
| ------- | -------- | ---- | ----------- | ---------------- | -------------- |
| 9.      | 8 lutego | 1997 | Iizuna      | Jazda po muldach | Candice Gilg   |
| 4.      | 10 marca | 1999 | Meiringen   | Jazda po muldach | Ann Battelle   |
| 5.      | 14 marca | 1999 | Meiringen   | Muldy podwójne   | Sandra Schmitt |

### Puchar Świata

#### Miejsca w klasyfikacji generalnej
- 1992/1993 – 94.
- 1993/1994 – 92.
- 1994/1995 – 83.
- 1995/1996 – 62.
- 1996/1997 – 44.
- 1997/1998 – 5.
- 1998/1999 – 5.
- 1999/2000 – 3.

#### Miejsca na podium
1. Whistler Blackcomb – 18 stycznia 1997 (Muldy podwójne) – 1. miejsce
2. Hasliberg – 28 lutego 1997 (Muldy podwójne) – 3. miejsce
3. Hundfjället – 15 marca 1997 (Muldy podwójne) – 1. miejsce
4. Tignes – 5 grudnia 1997 (Jazda po muldach) – 2. miejsce
5. Tignes – 5 grudnia 1997 (Jazda po muldach) – 1. miejsce
6. La Plagne – 20 grudnia 1997 (Jazda po muldach) – 1. miejsce
7. Mont Tremblant – 11 stycznia 1998 (Jazda po muldach) – 1. miejsce
8. Châtel – 28 lutego 1998 (Muldy podwójne) – 2. miejsce
9. Châtel – 2 marca 1998 (Muldy podwójne) – 1. miejsce
10. Hundfjället – 9 marca 1998 (Jazda po muldach) – 2. miejsce
11. Altenmarkt – 14 marca 1998 (Jazda po muldach) – 2. miejsce
12. Steamboat Springs – 16 stycznia 1999 (Muldy podwójne) – 2. miejsce
13. Heavenly Valley – 23 stycznia 1999 (Jazda po muldach) – 2. miejsce
14. Heavenly Valley – 23 stycznia 1999 (Jazda po muldach) – 3. miejsce
15. Whistler Blackcomb – 30 stycznia 1999 (Jazda po muldach) – 2. miejsce
16. Whistler Blackcomb – 30 stycznia 1999 (Jazda po muldach) – 3. miejsce
17. Inawashiro – 17 lutego 1999 (Jazda po muldach) – 2. miejsce
18. Inawashiro – 17 lutego 1999 (Jazda po muldach) – 2. miejsce
19. Madarao – 21 lutego 1999 (Muldy podwójne) – 1. miejsce
20. Hundfjället – 9 marca 1999 (Jazda po muldach) – 3. miejsce
21. Deer Valley – 8 stycznia 2000 (Jazda po muldach) – 3. miejsce
22. Heavenly Valley – 22 stycznia 2000 (Jazda po muldach) – 2. miejsce
23. Madarao – 29 stycznia 2000 (Muldy podwójne) – 3. miejsce
24. Inawashiro – 5 lutego 2000 (Jazda po muldach) – 2. miejsce
25. Livigno – 15 marca 2000 (Jazda po muldach) – 2. miejsce
26. Livigno – 16 marca 2000 (Muldy podwójne) – 1. miejsce

- W sumie 8 zwycięstw, 12 drugich i 6 trzecich miejsc.